# Paul Mathieu (peintre)
Pour les articles homonymes, voir Mathieu et Paul Mathieu.
Paul Mathieu, né le 31 août 1872 à Saint-Josse-ten-Noode (Belgique) et mort le 25 décembre 1932 à Ostende (Belgique), est un peintre et aquarelliste impressionniste belge.

## Biographie

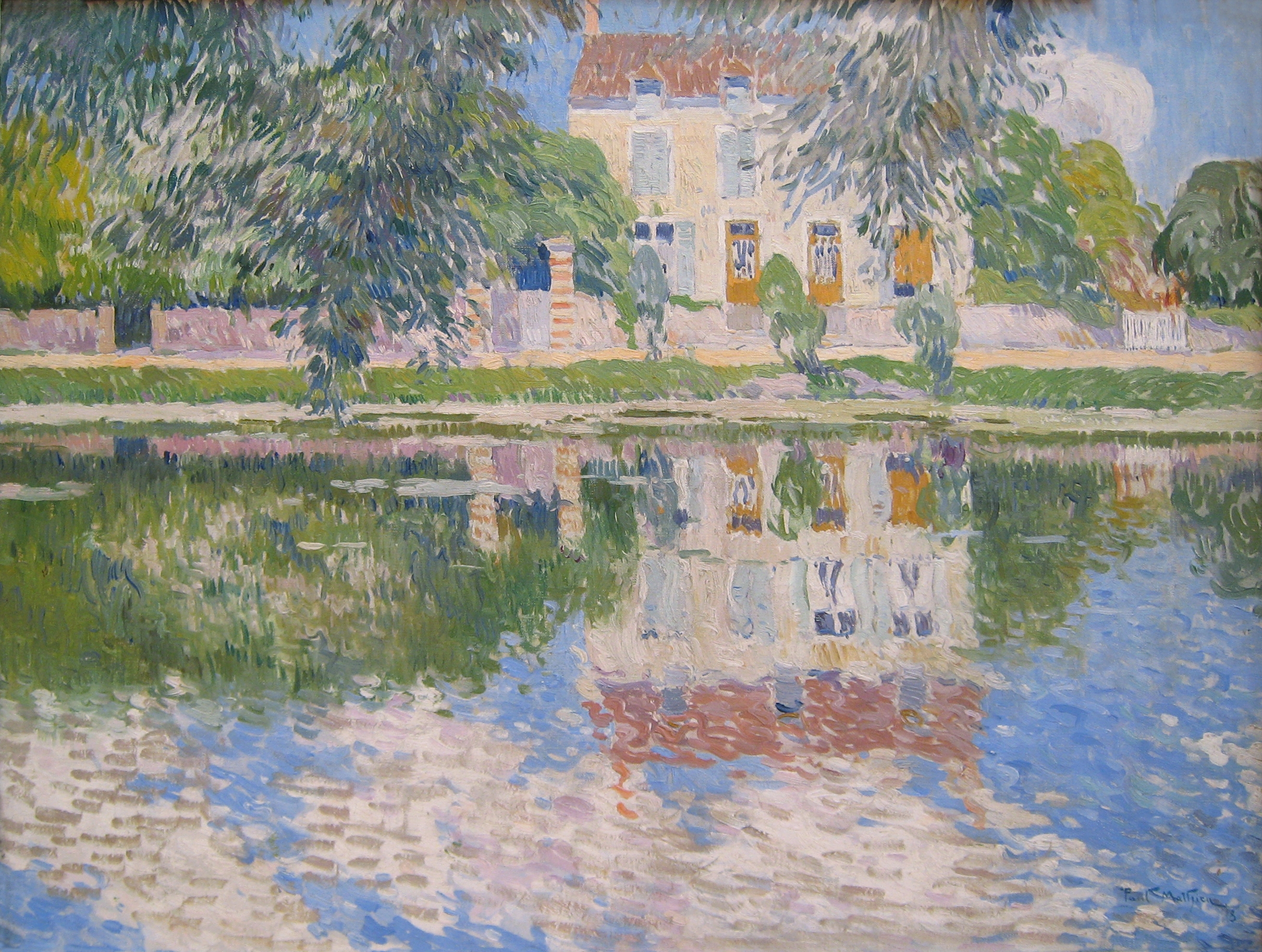
La maison au bord de l'eau
Musée d'Ixelles.

Paul Mathieu, né à Saint-Josse-ten-Noode le 31 août 1872, est le fils de l'architecte Théophile  Mathieu et de Catherine Goffoel. Le 14 juillet 1896, il épouse à Laeken  Jeanne Stobbaerts, sœur de l'artiste peintre Pierre Stobbaerts. Il était lié par des liens d'amitié aux peintres Paul Sterpin, témoin de son mariage en 1896 et Georges Van Zevenberghen dont il est le témoin de mariage en 1906.
Paul Mathieu suit une formation à l'école de dessin de Saint-Josse-ten-Noode et chez J. Meyer. Dans sa jeunesse, il cherche l'inspiration dans la forêt de Soignes. En 1893, il est membre fondateur du Sillon où il travaille côte à côte avec le peintre Alfred Bastien. Dès 1896, il abandonne la nature morte pour se faire peintre paysagiste.
Il est un tardif représentant belge de l'impressionnisme. Paul Mathieu apprécie la lumière nacrée, la clarté et les teintes raffinées. Ses sujets se portent d'abord sur les paysages de Flandre, du Brabant, de Campine et de la côte belge. À partir de la Première Guerre mondiale, ayant quitté la Belgique pour séjourner à Paris, il aime à dépeindre les paysages de l'Île-de-France et de Provence. Il a ainsi acquis une grande renommée en France qui lui a décerné la Légion d'honneur en 1923.
Il enseigne à l'Académie royale des beaux-arts de Bruxelles de 1896 à 1932. En 1932, il est nommé vice-président de la Société royale des beaux-arts de Belgique.
Sa maison, de style éclectique, située 172 rue Américaine à Ixelles, est construite en 1905 d'après les plans de l'architecte Émile Lambot.
L'on trouve ses œuvres dans la plupart des musées d'Europe.

## Le panorama du Congo
En 1911, sur instigation du roi Albert, le gouvernement belge commande à Paul Mathieu et à son ami Alfred Bastien le Panorama du Congo, peinture monumentale qui est destinée à décorer le Palais du Congo belge érigé pour l'Exposition universelle de 1913 à Gand. Ils passent ainsi quatre mois au Congo voyageant en train et à pied de Matadi à Kinshasa à travers les paysages luxuriants de l'Afrique. Le résultat est une gigantesque fresque de 115 mètres de circonférence et de quinze mètres de haut illustrant la forêt, la montagne, le fleuve et le village indigène.

Fragments du panorama du Congo, par Alfred Bastien et Paul Mathieu
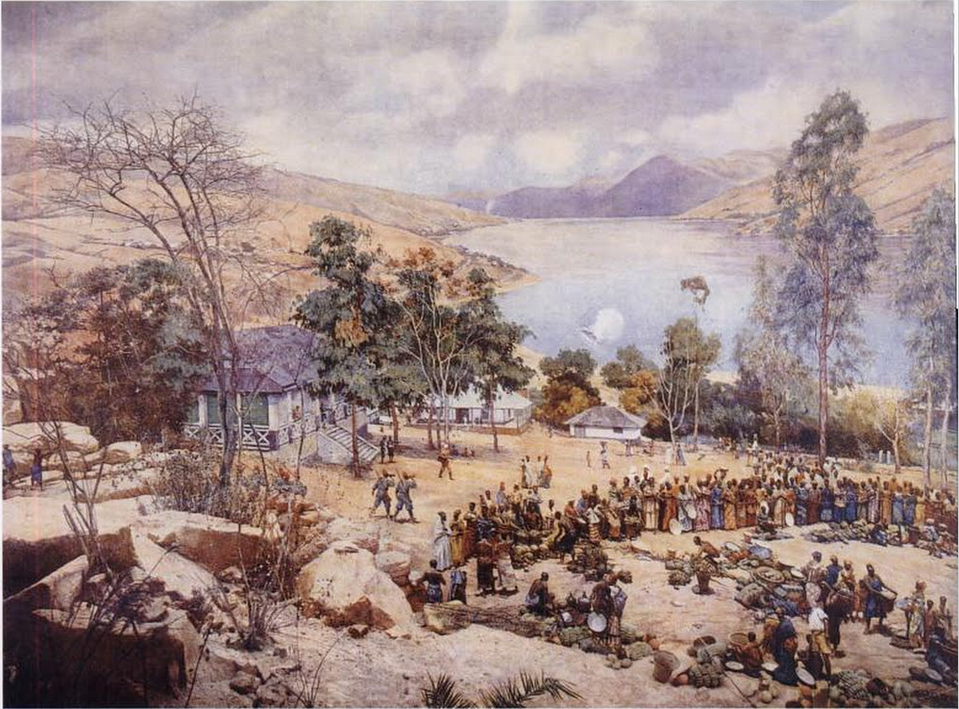
Vue sur le fleuve Congo et un coin du marché de Matadi
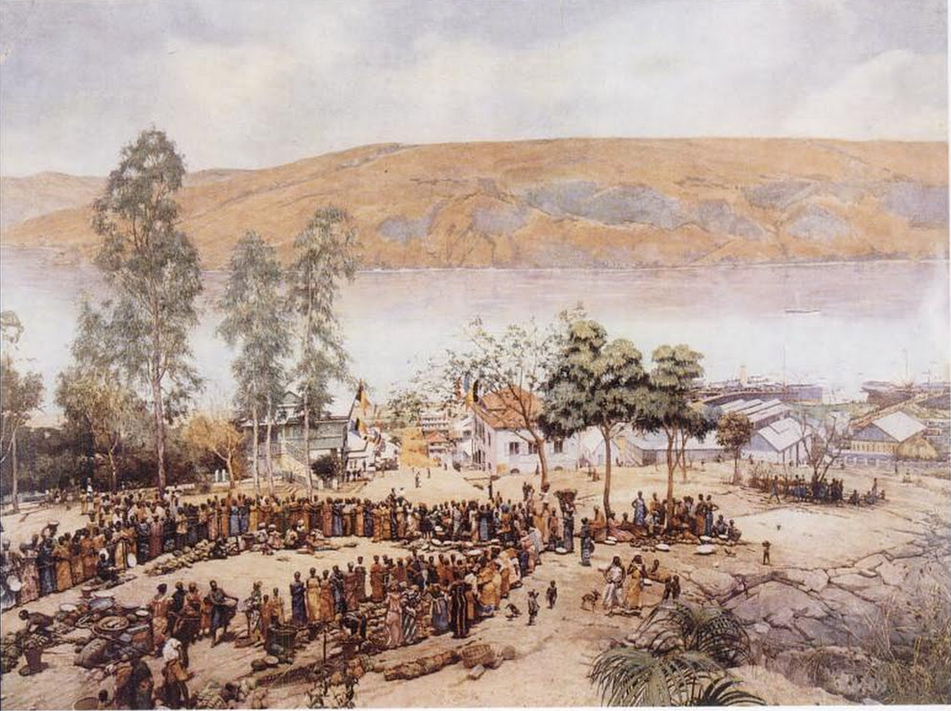
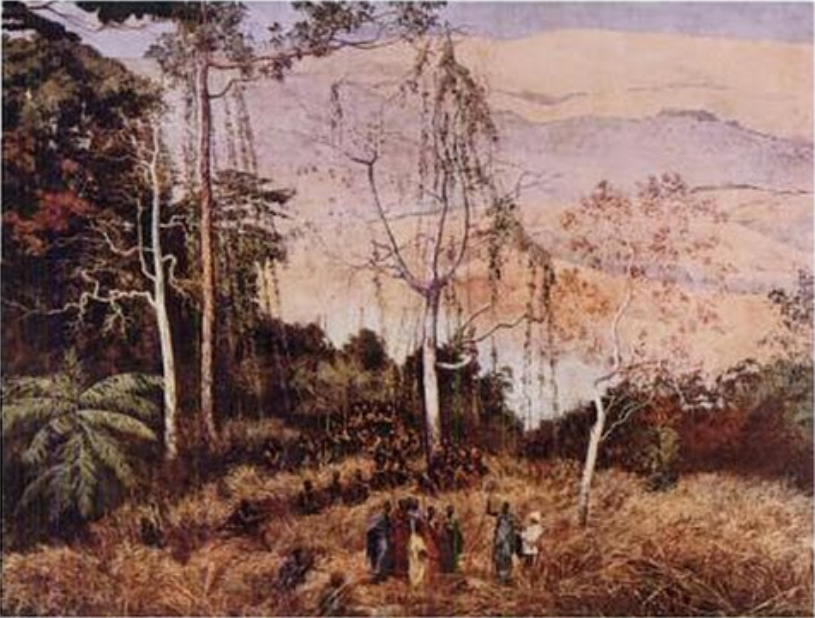
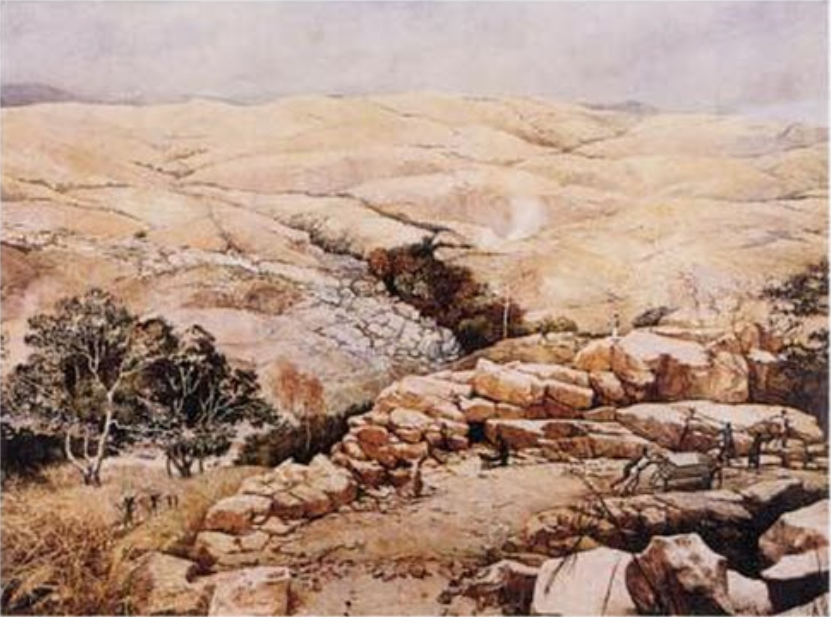

## Œuvres connues
- 1901 : Marais dans la dune (présenté au salon des beaux-arts de Bruxelles) ;
- 1902 : Matin de juin (présenté au salon triennal de Gand) ;
- 1903 : Soleil de pluie, Pluie, L'Avril en Campine, Le Zoute (présentés au salonnet du Cercle artistique de Bruxelles) ;
- 1903 : En Brabant (présenté au salon de la Société des beaux-arts de Bruxelles) ;
- 1904 : Digue (salon triennal d'Anvers) ;
- 1906 : Débarcadère, Marais de Kerkhove, les Bouleaux, Matinée (présentés au salonnet du Cercle artistique de Bruxelles) ;
- 1907 : Route de Flandre (exposition royale des beaux-arts) ;
- 1907 : Première neige, musées royaux des Beaux-Arts de Belgique, acquis en 1907 ;
- 1915 : Exil à Sainte-Adresse ;
- 1921 : Les canots, temps gris, musée d'Orsay ;
- 1922 : Maison de Bizet à Bougival, (exposition Paul Mathieu à Paris) ;
- 1923 : Les fossés à Nemours (présenté au Cercle artistique de Bruxelles - exposition Paul Mathieu) ;
- 1923 : Matinée blonde (présenté au salon de la Société des beaux-arts de Bruxelles) ;
- 1927 : Journée radieuse à Boisfort, Matin à Venise, Calme aux écluses de Bougival (présenté à la galerie du Studio à Bruxelles) ;
- 1927 : Pont de Namur (présenté à la galerie permanente des beaux-arts à Bruxelles) ;
- 1929 : Chenal à Zeebruges et Coin de Seine à Bougival (présentés à  la galerie des artistes français à Bruxelles) ;
- 1930 : Ciel d'été (présenté à la petite galerie de Bruxelles) ;
- s.d. : Vue du port de Zeebruges ;
- s.d. : Estacade d'Ostende ;
- s.d. : Vue du Pont de Jambes.

## Distinctions
- Officier de l'ordre de Léopold en 1930[9];
- Officier de l'ordre de la Couronne ;
- Chevalier de la Légion d'honneur en 1923 ;
- Commandeur de l'ordre des Trois Étoiles de Lettonie ;
- Commandeur de l'ordre de la Couronne d'Italie en 1932.